# Mark Heap
Mark Heap (13 de mayo de 1957) es un actor británico, conocido por sus papeles en Spaced, Brass Eye, Big Train, Jam, Green Wing, Upstart Crow y Friday Night Dinner.

## Primeros años
Heap nació en Tamil Nadu, India como hijo de un padre inglés y una madre estadounidense, el más pequeño de cuatro hijos. Comenzó su carrera en 1980 como miembro de los Medieval Players. Su hermano, Carl Heap, era el director artístico de la compañía. Después de su desolución, se unió a The Two Marks (junto a Mark Saban) quien apareció en las series Ghost Train y 3-2-1.

## Televisión
Ha aparecido en una amplia variedad de papeles, incluyendo al artista Brian Topp en Spaced, al Dr. Alan Statham en Green Wing, y varios papeles en el programa de comedia, Big Train. Ha trabajado con el satírico Chris Morris, apareciendo en Jam, su predecesora Blue Jam, y la serie Brass Eye. Prestó su voz al personaje principal de Eric Feeble en la comedia animada Stressed Eric. Otros papeles recurrentes incluyen el de Terry Roche en Happiness y de Derek Few en How Do You Want Me?. Heap hizo de Harry en The Strangerers, estrenada en 2000. También hizo un cameo en la segunda temporada de Look Around You como Leonard Hatred.
Apareció en el drama de 2007 Hotel Babylon como un hombre de negocios sin éxito que se convierte en botones. Entre 2008 y 2010 apareció en 32 episodios de Lark Rise to Candleford como Thomas Brown, como también hizo del villano Lightkiller en un episodio de No Heroics. Apareció como el padre de Chris Miles en Skins. Heap hizo del novio de la protagonista en la segunda temporada de Love Soup. Hizo de Charles Dickens en Desperate Romantics. También hizo del marido de Jessica Hynes en la comedia Lizzie & Sarah.
En 2010 Heap hizo de Bob Stevens, en The Great Outdoors. Hizo de psiquiatra en la comedia Miranda. En octubre de 2010 hizo de Robin en Single Father. Heap hizo de Jim en Friday Night Dinner. También hizo de Andrew Thorogood en Holy Flying Circus y de Jonas en Misfits temporada 3.
Se unió al reparto de Spy por su segunda temporada que se estrenó en octubre de 2012, reemplazando a Tom Goodman-Hill como Philip Quil. Apareció en un episodio de Outnumbered, el episodio especial de Navidad, lanzado el 24 de diciembre de 2012 en el que hace de Norris. Hizo del propietario del crematorio de mascotas en la comedia Heading Out. Mark hizo el papel principal en 'Lost Souls.' Hizo el papel protagonista de Robert Greene en la primera temporada (2016) y la segunda (2017) de Upstart Crow.

## Cine
En 1983, Heap hizo una pequeña aparición en la película de James Bond Octopussy. Fue un profesor en la película de 2002 About a Boy. Apareció en la película de Tim Burton de 2005, Charlie y la fábrica de chocolate. También tuvo papeles en Confetti (2006), Tunnel of Love (2004), Stardust (2007), y The World's End (2013). En 2008 coprotagonizó Captain Eager and the Mark of Voth.

## Filmografía
| Año               | Título                                           | Papel                   | Notas                                                                 |
| ----------------- | ------------------------------------------------ | ----------------------- | --------------------------------------------------------------------- |
| 1983              | Octopussy                                        | Indio                   |                                                                       |
| 1987              | The Les Dennis Laughter Show                     | The Two Marks           | 1 episodio                                                            |
| 1990              | Up Yer News                                      | Asistente               | 1 episodio                                                            |
| 1992              | Packing Them In                                  |                         | 1 episodio                                                            |
| 1993              | Viva Cabaret                                     | The Two Marks           | 1 episodio                                                            |
| 1994              | The Bill                                         | Chris Boxer             | 1 episodio                                                            |
| 1994              | Seaforth                                         | Capt. Karl Von Berner   | 2 episodios                                                           |
| 1994              | How High The Moon                                |                         |                                                                       |
| 1995              | The World of Lee Evans                           | Platform Guard          | 1 episodio                                                            |
| 1997              | Hospital                                         | Dr. Ralph Crosby        |                                                                       |
| 1997              | Bring Me the Head of Mavis Davis                 | Duncan                  |                                                                       |
| 1997              | An Unsuitable Job for a Woman                    | DS Maskell              | 1 episodio                                                            |
| 1997–1998         | Alas Smith and Jones                             |                         | 2 episodios                                                           |
| 1997–2001         | Brass Eye                                        | Varios papeles          |                                                                       |
| 1998              | Kiss Me Kate                                     | Peter                   | 3 episodios                                                           |
| 1998–1999         | How Do You Want Me?                              | Derek Few               |                                                                       |
| 1998–2000         | Stressed Eric                                    | Eric Feeble             |                                                                       |
| 1998–2002         | Big Train                                        | Varios papeles          |                                                                       |
| 1999              | All Along the Watchtower                         | Mr. Carter              | 1 episodio                                                            |
| 1999              | People Like Us                                   | Graham Atkinson         | 1 episodio                                                            |
| 1999–2001         | Spaced                                           | Brian Topp              |                                                                       |
| 2000              | The Strangerers                                  | Harry                   |                                                                       |
| 2000              | Jam                                              | Varios papeles          |                                                                       |
| 2001              | The Ultimate Stress Show: Managing Stress        |                         |                                                                       |
| 2001              | Doc Martin                                       | Mitch                   |                                                                       |
| 2001–2003         | Happiness                                        | Terry Roche             |                                                                       |
| 2002              | About a Boy                                      | Profesor de matemáticas |                                                                       |
| 2002              | Ant Muzak                                        |                         | Cortomerraje                                                          |
| 2003              | Doc Martin and the Legend of the Cloutie         | Mitch                   |                                                                       |
| 2003              | Spine Chillers                                   | Balfus                  | 1 episodio                                                            |
| 2004              | Dalziel and Pascoe                               | Julian Finch            | 1 episodio                                                            |
| 2004              | The Calcium Kid                                  | Sebastian Gore-Brown    |                                                                       |
| 2004              | Swiss Toni                                       | Terry Fragment          | 1 episodio                                                            |
| 2004              | Tunnel of Love                                   | Gibson                  |                                                                       |
| 2004              | Out of Time                                      | Charlie                 |                                                                       |
| 2004–2006         | Green Wing                                       | Alan Statham            | 17 episodios 1 especial                                               |
| 2005              | Blake's Junction 7                               | Avon                    | Cortometraje                                                          |
| 2005              | Look Around You                                  | Leonard Hatred          | 2 episodios                                                           |
| 2005              | Casanova                                         | Doctor Gozzi            | 1 episodio                                                            |
| 2005              | Charlie y la fábrica de chocolate                | Hombre con perro        |                                                                       |
| 2005              | Animal                                           | Hugo Getner             |                                                                       |
| 2006              | Confetti                                         | Registrar               |                                                                       |
| 2006              | Scoop                                            | MC                      |                                                                       |
| 2006              | Alpha Male                                       | Darwen                  |                                                                       |
| 2007              | Hotel Babylon                                    | Robert Kane             | 1 episodio                                                            |
| 2007              | Marple: At Bertram's Hotel                       | Mr. Humfries            |                                                                       |
| 2007              | Stardust                                         | Príncipe Tertius        |                                                                       |
| 2008              | Skins                                            | Graham Miles            | 1 episodio                                                            |
| 2008              | Captain Eager and the Mark of Voth               | Scrutty Baker           |                                                                       |
| 2008              | Love Soup                                        | Douglas McVitie         |                                                                       |
| 2008              | No Heroics                                       | Lightkiller             | 1 episodio                                                            |
| 2008              | The Pro                                          |                         | Short                                                                 |
| 2008–2011         | Lark Rise to Candleford                          | Thomas Brown            |                                                                       |
| 2009              | Desperate Romantics                              | Charles Dickens         |                                                                       |
| 2009              | Cast Offs                                        | Darren                  | 1 episodio                                                            |
| 2010              | Lizzie and Sarah                                 | Michael                 |                                                                       |
| 2010              | The Great Outdoors                               | Bob                     |                                                                       |
| 2010              | Fable III                                        | Brian                   | Videojuego                                                            |
| 2010              | Single Father                                    | Robin                   |                                                                       |
| 2010, 2015        | Miranda                                          | Anthony                 | 2 episodios                                                           |
| 2011              | Holy Flying Circus                               | Andrew Thorogood        |                                                                       |
| 2011              | Misfits                                          | Jonas                   | 1 episodio                                                            |
| 2011              | Miso Soup                                        | Shash                   | Cortometraje                                                          |
| 2011–presente     | Friday Night Dinner                              | Jim Bell                | 31 episodios                                                          |
| 2012              |                                                  |                         |                                                                       |
| The Indian Doctor | Rev Herbert Todd                                 |                         |                                                                       |
| A Moody Christmas | Heathrow Passenger                               | 1 episodio              |                                                                       |
| Outnumbered       | Norris                                           |                         |                                                                       |
| Spy               | Philip                                           |                         |                                                                       |
| Is This a Joke?   |                                                  | Cortometraje            |                                                                       |
| 2012–present      | The Increasingly Poor Decisions of Todd Margaret | Lord Mountford          | 4 episodio                                                            |
| 2013              | Heading Out                                      | Brian                   | 1 episodio                                                            |
| 2013              | All Stars                                        | Simon Tarrington        |                                                                       |
| 2013              | The World's End                                  | Publican 7              |                                                                       |
| 2014              | Crimen en el paraíso                             |                         | 1 episodio (temporada 3 episodio 6)                                   |
| 2015              | We're Doomed! The Dad's Army Story               | Clive Dunn              |                                                                       |
| 2016–presente     | Upstart Crow                                     | Robert Greene           |                                                                       |
| 2016              | The Comedian's Guide to Survival                 | Conductor               |                                                                       |
| 2016              | Endeavour                                        | Felix Lorimer           | 1 episodio (temporada 3, episodio 4)                                  |
| 2016              | Maigret                                          | Doctor Moers            |                                                                       |
| 2017, 2018        | Benidorm                                         | Malcolm/Dennis          | 3 episodios (temporada 9, episodios 7 y 8 y temporada 10, episodio 7) |